# Virgílio
Públio Virgílio Maro ou Marão (em latim: Publius Vergilius Maro; Andes, 15 de outubro de 70 a.C. — Brundísio, 21 de setembro de 19 a.C.) foi um poeta romano clássico, autor de três grandes obras da literatura latina, as Éclogas (ou Bucólicas), as Geórgicas, e a Eneida. Uma série de poemas menores, contidos na Appendix vergiliana, são por vezes atribuídos a ele.
Virgílio é tradicionalmente considerado um dos maiores poetas de Roma, e expoente da literatura latina. Sua obra mais conhecida, a Eneida, é considerada o épico nacional da antiga Roma: segue a história de Eneias, refugiado de Troia, que cumpre o seu destino chegando às margens de Itália — na mitologia romana, o ato de fundação de Roma. A obra de Virgílio foi uma vigorosa expressão das tradições de uma nação que urgia pela afirmação histórica, saída de um período turbulento de cerca de dez anos, durante os quais as revoluções prevaleceram. Virgílio teve uma influência ampla e profunda na literatura ocidental, mais notavelmente na Divina Comédia de Dante, em que Virgílio aparece como guia de Dante pelo inferno e purgatório.

## Vida pessoal
Estima-se que a tradição biográfica de Virgílio venha de uma biografia perdida de autoria de Varius, editor de Virgílio, incorporada na biografia feita por Suetônio e os comentários de Sérvio e Donato, os dois grandes comentadores da poesia de Virgílio. Embora os comentários sem dúvida registrem muitas informações factuais sobre Virgílio, pode mostrar-se que algumas das suas evidências se baseiam em inferências feitas a partir de sua poesia e alegorização. Portanto, a tradição biográfica de Virgílio continua a ser problemática.
A tradição diz que Virgílio nasceu na vila de Andes (atual Virgilio), perto de Mântua, na Gália Cisalpina. Estudiosos sugerem descendência etrusca, úmbria ou até mesmo céltica, examinando os marcos linguísticos ou étnicos da região. A análise do seu nome deu origem a crenças de que ele descenderia dos primeiros colonizadores romanos. Especulações modernas, em última análise, não são apoiadas pela evidência narrativa nem dos seus próprios escritos nem dos seus biógrafos posteriores. Macróbio diz que o pai de Virgílio era de origem humilde; no entanto, os estudiosos em geral acreditam que Virgílio era de uma família de latifundiários equestres que puderam oferecer-lhe uma educação. Frequentou escolas em Cremona, Mediolano, Roma e Nápoles. Após um breve período de reflexão, o jovem Virgílio decide abandonar uma carreira em retórica e lei, e passar a dedicar os seus talentos à poesia.

## Obra
Amigo de Horácio, como ele protegido por Mecenas, entrou em contato com o imperador pela primeira vez quando Augusto retornava de uma campanha vitoriosa contra Marco Antônio, ainda no porto de Brindes (Brundísio). Mecenas apresentou o jovem escritor com o intuito de fazê-lo instrumento de propaganda do imperador, de quem recebeu o incentivo para escrever a Eneida.
Admirador da cultura helênica, empreendeu uma viagem à Grécia, berço e viveiro da cultura, sonho que há muito acalentava: o destino concedeu-lhe a realização desse anseio, mas morreu no regresso, junto de Brundísio. O seu túmulo encontra-se em Nápoles.
A obra de Virgílio compreende, além de poemas menores, compostos na juventude, as Bucólicas ou Éclogas, em número de dez, em que reflete a influência do gênero pastoril criado por Teócrito.
As Geórgicas, dedicadas ao seu protetor Mecenas, constam de quatro livros, tratando da agricultura. Trata-se de uma obra de implicações políticas indiretas, embora bem definidas: ao fazer a apologia da vida do campo, o poeta serve o ideal político-social da dignificação da classe rural. Reflete a influência de Hesíodo e Lucrécio.
Literariamente, as Geórgicas são consideradas a sua obra mais perfeita. E finalmente, a Eneida, que o poeta considerou inacabada, a ponto de pedir, no leito de morte, que fosse queimada, constitui a epopeia nacional.
Esta refere-se à lenda do guerreiro Eneias, que, após a célebre guerra, teria fugido de Troia, saqueada e incendiada, e chegado à península Itálica, onde se tornou o antepassado do povo romano. Epopeia erudita, a Eneida tem como objetivo dar aos romanos uma ascendência não grega, definindo a cultura latina como original e não tributária da cultura helênica.
O poema consta de doze livros e a sua construção serviu de modelo definitivo às grandes epopeias do renascimento, nomeadamente para Os Lusíadas, de Luís Vaz de Camões, o que se percebe claramente comparando o primeiro verso das duas epopeias:
- Eneida: Arma uirumque cano... que significa: "As armas e o varão (herói) eu canto"; com
- Lusíadas: As armas e os barões assinalados...

### Primeiros trabalhos
Segundo os comentaristas, Virgílio recebeu sua primeira educação quando tinha cinco anos de idade, indo mais tarde para Cremona, Milão e finalmente Roma para estudar retórica, medicina, e astronomia, que ele logo abandonou pela filosofia. Da admiração por Virgílio referida pelos escritores neotéricos Gaio Asino Pólio e Élvio Cinna, tem-se inferido que ele foi durante algum tempo associado ao círculo neotérico de Catulo. Segundo a tradição, Virgílio preferia sexo com homens e especialmente amava dois jovens escravos, entretanto colegas de Virgílio consideravam-no extremamente tímido e reservado, de acordo com Sérvio, e ele foi apelidado de "Partênias" ou "donzela" por causa de seu distanciamento social. Virgílio parece ter tido pouca saúde em toda a sua vida e em alguns aspectos viveu como um inválido. Segundo o "Catalepton", enquanto esteve na escola epicurista de Siro, o epicurista, em Nápoles, começou a escrever poesia. Um grupo de pequenas obras atribuídas ao jovem Virgílio pelos comentadores sobrevive coletados sob o título Appendix vergiliana, mas são largamente considerados espúrios pelos estudiosos. Um deles, o Catalepton, consiste em catorze poemas curtos, alguns dos quais podem ser de Virgílio, enquanto outro, um poema narrativo curto intitulado Culex ("O Mosquito"), foi atribuído a Virgílio já no século I da era cristã.

### AsÉclogas
A tradição biográfica afirma que Virgílio começou o hexâmetro Éclogas (ou Bucólicas) em 42 a.C. e acredita-se que a coleção foi publicada em torno de 39-38 a.C., embora isto seja controverso. As Éclogas (do grego "seleções") são um grupo de dez poemas aproximadamente modelados na poesia bucólica hexamétrica ("poesia pastoral") do poeta helenístico Teócrito.
Após sua vitória na Batalha de Filipos em 42 a.C., onde lutara contra o exército liderado pelos assassinos de Júlio César, Otaviano tentou pagar seus veteranos com terras expropriadas de cidades no norte da península Itálica, supostamente incluindo, segundo a tradição, uma propriedade perto de Mântua pertencente a Virgílio. A perda da fazenda de sua família e a tentativa, por meio de petições poéticas, de recuperar sua propriedade têm sido tradicionalmente consideradas como os motivos de Virgílio para a composição das Éclogas. Hoje isso é visto como uma inferência sem suporte baseada em interpretações das Éclogas. Nas Éclogas 1 e 9, Virgílio de fato dramatiza os sentimentos contrastantes causadas pela brutalidade das desapropriações de terra através da expressão pastoral, mas não oferece provas irrefutáveis do suposto incidente biográfico. Os leitores muitas vezes fazem essa relação e por vezes identificam o próprio poeta com vários personagens e suas vicissitudes, quer a gratidão de um velho rústico a um novo deus (Ecl. 1), o amor frustrado de um cantor rústico por um menino distante (o animal de estimação de seu senhor, Ecl. 2), ou o pedido de um cantor do senhor para compor várias éclogas (Ecl. 5). Os estudiosos modernos em grande parte rejeitam esses esforços para reunir dados biográficos de textos fictícios, preferindo em vez disso interpretar os diversos personagens e temas como a representação das próprias percepções contrastantes do poeta em relação à vida e pensamento de sua época.